# Jean-Luc Boutté
Jean-Luc Boutté (1 de septiembre de 1947 – 25 de febrero de 1995) fue un actor y director teatral de nacionalidad francesa.

## Biografía
Nacido en Lyon, Francia, fue miembro de la Comédie-Française, en la cual ingresó en 1971. 
Formado en el conservatorio nacional superior de arte dramático, falleció en 1995 en Colombes, Francia, a causa de una esclerosis múltiple. Fue enterrado en el Cementerio del Père-Lachaise.

## Actor

### Fuera de laComédie-Française
- 1959 : Henri IV, de William Shakespeare, escenografía de Roger Planchon
- 1959 : Falstaff, de William Shakespeare, escenografía de Roger Planchon
- 1966 : Les Chaises, de Eugène Ionesco, escenografía de Marcel Maréchal, Théâtre du Cothurne
- 1969 : Petición de mano, de Antón Chéjov, escenografía de Christian Dente, Théâtre de Colombes
- 1969 : El barbero de Sevilla, de Pierre-Augustin de Beaumarchais, escenografía de Pierre Valde, Théâtre de Colombes
- 1969 : El médico a palos, de Molière, escenografía de Pierre Valde, Théâtre de Colombes

### Carrera en laComédie-Française
- Ingreso en la Comédie-Française en 1971
- Miembro de la Comédie-Française en 1975

- 1971 : Becket, de Jean Anouilh, escenografía del autor y Roland Piétri
- 1971 : Amorphe d'Ottenburg, de Jean-Claude Grumberg, escenografía de Jean-Paul Roussillon, Teatro del Odéon
- 1972 : Horacio, de Pierre Corneille, escenografía de Jean-Pierre Miquel
- 1972 : La Commère, de Pierre Marivaux, escenografía de Michel Duchaussoy
- 1972 : El médico a palos, de Molière, escenografía de Jean-Paul Roussillon
- 1972 : George Dandin ou le Mari confondu, de Molière, escenografía de Jean-Paul Roussillon
- 1972 : Le Maître de Santiago, de Henry de Montherlant, escenografía de Michel Etcheverry
- 1972 : Ricardo III, de William Shakespeare, escenografía de Terry Hands, Festival de Aviñón
- 1972 : Edipo rey y Edipo en Colono, de Sófocles, escenografía de Jean-Paul Roussillon, Festival de Aviñón
- 1972 : Antígona, de Bertolt Brecht, escenografía de Jean-Pierre Miquel, Teatro del Odéon
- 1973 : Ricardo III, de William Shakespeare, escenografía de Terry Hands
- 1973 : Chez les Titch, de Louis Calaferte, escenografía de Jean-Pierre Miquel, Teatro del Odéon
- 1973 : C'est la guerre Monsieur Gruber, de Jacques Sternberg, escenografía de Jean-Pierre Miquel, Teatro del Odéon
- 1973 : George Dandin ou le Mari confondu, de Molière, escenografía de Jean-Paul Roussillon
- 1974 : Ondina, de Jean Giraudoux, escenografía de Raymond Rouleau
- 1974 : Andrómaca, de Jean Racine, escenografía de Jean-Paul Roussillon, Teatro del Odéon
- 1975 : Cinna, de Pierre Corneille, escenografía de Simon Eine, Teatro del Odéon
- 1975 : El misántropo, de Molière, escenografía de Jean-Luc Boutté y Catherine Hiegel, gira
- 1975 : Horacio, de Pierre Corneille, escenografía de Jean-Pierre Miquel
- 1975 : La Sonate des spectres, de August Strindberg, escenografía de Henri Ronse, Teatro del Odéon
- 1976 : Hommage à Jean Cocteau, idea de André Fraigneau
- 1976 : La Commère, de Pierre de Marivaux, escenografía de Jean-Paul Roussillon
- 1976 : Hommage à Georges Bernanos, idea de Michel Dard
- 1976 : Lorenzaccio, de Alfred de Musset, escenografía de Franco Zeffirelli
- 1977 : El enfermo imaginario, de Molière, escenografía de Jean-Laurent Cochet
- 1977 : Partage de midi, de Paul Claudel, escenografía de Antoine Vitez
- 1978 : Británico, de Jean Racine, escenografía de Jean-Pierre Miquel
- 1978 : Seis personajes en busca de autor, de Luigi Pirandello, escenografía de Antoine Bourseiller
- 1979 : Las tres hermanas, de Antón Chéjov, escenografía de Jean-Paul Roussillon, Teatro del Odéon
- 1979 : La Tour de Babel, de Fernando Arrabal, escenografía de Jorge Lavelli, Teatro del Odéon
- 1980 : Simul et singulis, jornada literaria consagrada al Tricentenario de la Comédie-Française, escenografía de Alain Pralon
- 1980 : Simul et singulis, jornada literaria consagrada al Tricentenario de la Comédie-Française, escenografía de Jacques Destoop
- 1981 : La locandiera, de Carlo Goldoni, escenografía de Jacques Lassalle
- 1981 : La Dame de chez Maxim, de Georges Feydeau, escenografía de Jean-Paul Roussillon
- 1987 : Polyeucte, de Pierre Corneille, escenografía de Jorge Lavelli
- 1987 : El mercader de Venecia, de William Shakespeare, escenografía de Luca Ronconi, Teatro del Odéon
- 1988 : Les Exilés, de James Joyce, escenografía de Jacques Baillon, Teatro del Odéon
- 1989 : Lorenzaccio, de Alfred de Musset, escenografía de Georges Lavaudant
- 1989 : Et les chiens se taisaient, de Aimé Césaire, Festival de Aviñón
- 1989 : La Celestina, de Fernando de Rojas, escenografía de Antoine Vitez, Festival de Aviñón, Teatro del Odéon
- 1991 : El padre, de August Strindberg, escenografía de Patrice Kerbrat
- 1992 : Le Bal masqué, de Mijaíl Lérmontov, escenografía de Anatoli Vassiliev, Salle Richelieu
- 1994 : La Glycine, de Serge Rezvani, escenografía de Jean Lacornerie, Théâtre du Vieux-Colombier

## Director
- 1975 : El misántropo, de Molière, escenografía con Catherine Hiegel, Comédie-Française
- 1976 : L'Arménoche, de Reine Bartève, Théâtre Daniel Sorano Vincennes
- 1977 : Les Acteurs de bonne foi, de Pierre de Marivaux, Comédie-Française
- 1979 : Don Juan, de Molière, Comédie-Française
- 1979 : Édith Détresses, de Jean-Louis Bauer, Comédie-Française en el Teatro del Odéon
- 1980 : La Double Inconstance, de Pierre de Marivaux, Comédie-Française, Festival de Aviñón
- 1981 : La Nuit juste avant les forêts, de Bernard-Marie Koltès, Comédie-Française en el Teatro del Odéon
- 1982 : Marie Tudor, de Victor Hugo, Comédie-Française
- 1982 : Comptine, de Yves-Fabrice Lebeau, Comédie-Française
- 1985 : L'Imprésario de Smyrne, de Carlo Goldoni, Comédie-Française
- 1986 : El burgués gentilhombre, de Molière, Comédie-Française
- 1988 : Británico, de Jean Racine, Comédie-Française
- 1988 : Les Chaises, de Eugène Ionesco, Théâtre national de la Colline
- 1990 : El barbero de Sevilla, de Pierre-Augustin de Beaumarchais, Comédie-Française
- 1991 : Le roi s'amuse, de Victor Hugo, Comédie-Française
- 1992 : La escuela de las mujeres, de Molière, Théâtre Hébertot
- 1993 : Las preciosas ridículas, de Molière, Comédie-Française
- 1993 : L'Impromptu de Versailles, de Molière, Comédie-Française
- 1993 : La Volupté de l'honneur, de Luigi Pirandello, Théâtre Hébertot
- 1994 : Lucrèce Borgia, de Victor Hugo, Comédie-Française
- 1995 : Maître, de Thomas Bernhard, Théâtre Hébertot

### Televisión
- 1974 : Ondina, de Jean Giraudoux, dirección de Raymond Rouleau,  Comédie-Française